# Louverné
Louverné é uma comuna francesa na região administrativa da Pays de la Loire, no departamento de Mayenne. Estende-se por uma área de 20,58 km². Em 2010 a comuna tinha 4 482 habitantes (densidade: 217,8 hab./km²).